# هانا (فلم)
هانا.(بالإنجليزية: Hanna)، فيلم سينمائي أمريكي 2011 من إخراج جو رايتو سيناريو سيث لوتشهيد، ديفيد فار، نجوم السينما ساويرس رونان كأسلوب العنوان، قصة الفليم خرافية؛ فتاة نشأت في برية فنلندا الشمالية من قبل والدها عميل سري سابق لوكالة الاستخبارات المركزية (إيريك بانا) الذي يدربها قاتلة.

## وصلات خارجية
- مقالات تستعمل روابط فنية بلا صلة مع ويكي بيانات

- Hanna
- sur l’قاعدة بيانات الأفلام على الإنترنت